# Мождивняк
Мождивня́к (мак. Мождивњак) — село у Північній Македонії, входить до складу общини Крива Паланка Північно-Східного регіону.
Населення — 770 осіб (перепис 2002) в 239 господарствах.